# سانتی فریشا
سانتی فریشا (اسپانیایی: Santi Freixa‎؛ زادهٔ ۱۳ فوریهٔ ۱۹۸۳) بازیکن هاکی روی چمن اهل اسپانیا است که در مسابقات کشوری و بین‌المللی در مجموع برندهٔ 2 مدال طلا، 2 مدال نقره، 2 مدال برنز شده‌است.